# Лука (Кобринский район)
Лука́ (бел. Лука) — агрогородок в Кобринском районе Брестской области Белоруссии. Входит в состав Остромичского сельсовета.
По данным на 1 января 2016 года население составило 593 человека в 247 домохозяйствах.
В агрогородке расположены почтовое отделение, средняя школа, детский сад, дом культуры, амбулатория врача общей практики и магазин. Действует племенной завод «Дружба».

## География
Агрогородок расположен в 24 км к северо-востоку от города и станции Кобрин, в 49 км к востоку от Бреста, на автодороге Р2 Кобрин-Ивацевичи у съезда на шоссе М1 Брест-Минск.
На 2012 год площадь населённого пункта составила 1,21 км² (121 га).

## История
Населённый пункт известен с 1897 года. В разное время население составляло:
- 1999 год: 228 хозяйств, 721 человек;
- 2009 год: 637 человек;
- 2016 год[2]: 247 хозяйств, 593 человека;
- 2019 год[1]: 488 человек.